# Francesco Curradi

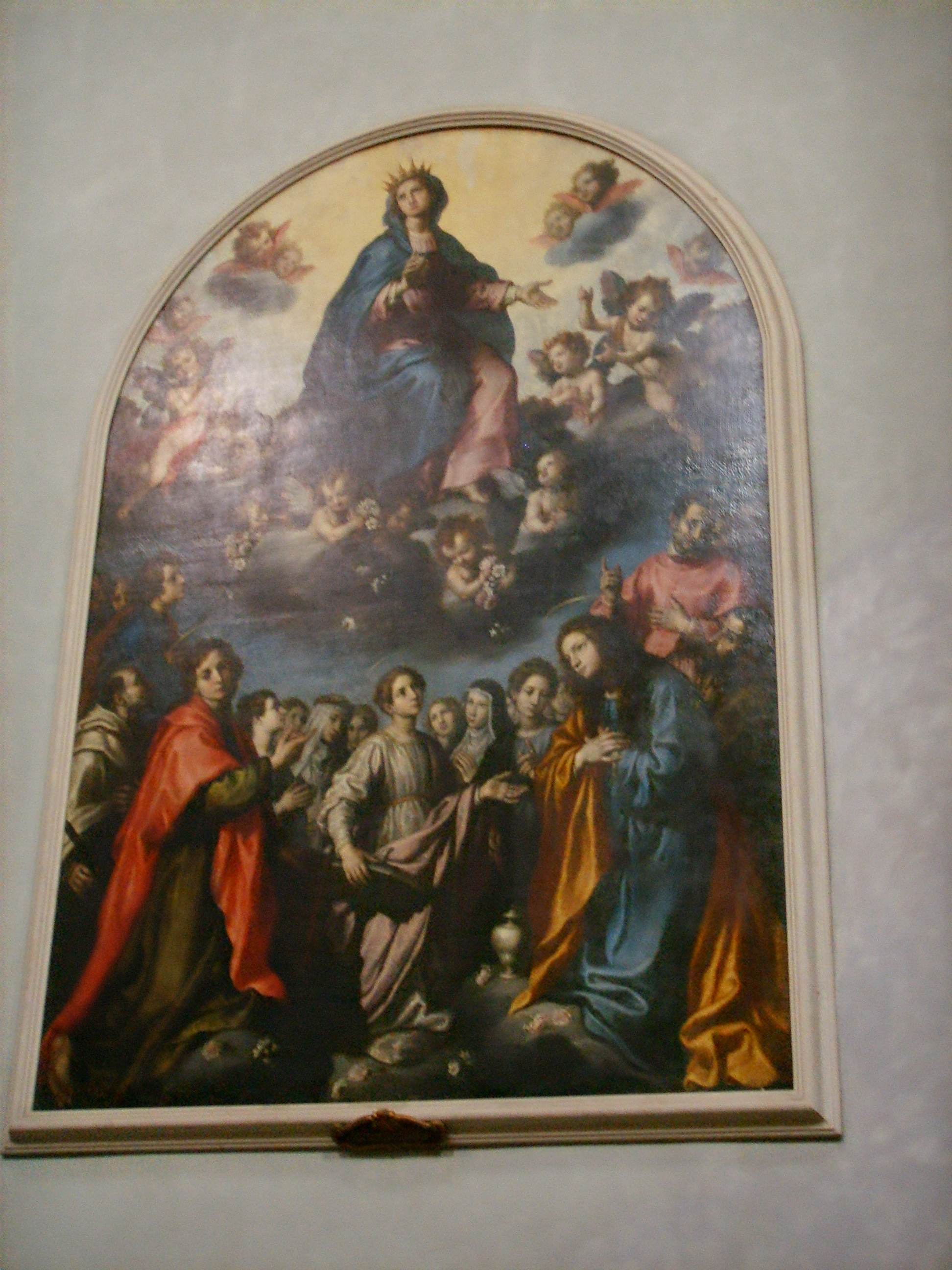
Målning av Francesco Curradi i San Frediano in Cestello

Francesco Curradi, född 15 november 1570 i Florens, död 1661 i Florens, var en italiensk barockmålare.
Curradi utförde flera målningar med motiv ur helgonet Maria Maddalena dei Pazzis liv. En av dessa skildrar hur Jungfru Maria överräcker sin slöja åt Maria Maddalena.